# Medalla de oro del CNRS
La Medalla de oro del CNRS es la más alta distinción científica francesa. Es un galardón discernido por el Centre national de la recherche scientifique (CNRS) todos los años desde su creación en 1954. Recompensa a 

una personalidad científica que haya contribuido de manera excepcional al dinamismo y la influencia de la investigación

. El CNRS discierne igualmente numerosas medallas de plata y de bronce cada año.

## Laureados
- 1954: Émile Borel – Matemáticas
- 1955: Louis de Broglie – Física – (premio Nobel de Física en 1929)
- 1956: Jacques Hadamard – Matemáticas
- 1957: Gaston Dupouy – Física
- 1958: Gaston Ramon – Inmunología
- 1959: André Danjon – Astrofísica
- 1960: Raoul Blanchard – Geografía
- 1961: Pol Bouin – Fisiología
- 1962: Marcel Delépine – Química
- 1963: Robert Courrier – Biología
- 1964: Alfred Kastler – Física) (premio Nobel de Física en 1966)
- 1965: Louis Néel – Física (premio Nobel de Física en 1970)
- 1966: Paul Pascal – Química
- 1967: Claude Lévi-Strauss – Etnología
- 1968: Boris Ephrussi – Genética
- 1969: Georges Chaudron – Química
- 1970: Jacques Friedel – Física
- 1971: Bernard Halpern – Inmunología
- 1972: Jacques Oudin – Inmunología
- 1973: André Leroi-Gourhan – Etnología
- 1974: Edgar Lederer – Bioquímica
- 1975: Raimond Castaing – Física; y Christiane Desroches Noblecourt – Egiptología
- 1976: Henri Cartan – Matemáticas
- 1977: Charles Fehrenbach – Astronomía
- 1978: Maurice Allais – Economía (Premio en Ciencias Económicas en memoria de Alfred Nobel en 1988); y Pierre Jacquinot – Física
- 1979: Pierre Chambon – Biología
- 1980: Pierre-Gilles de Gennes – Física (premio Nobel de Física en 1991)
- 1981: Jean-Marie Lehn – Química (premio Nobel de Química en 1987); y Roland Martin – Arqueología
- 1982: Pierre Joliot – Bioquímica
- 1983: Évry Schatzman – Astrofísica
- 1984: Jean Brossel – Física; y Jean-Pierre Vernant – Historia
- 1985: Piotr Slonimski – Genética
- 1986: Nicole Le Douarin – Embriología
- 1987: Georges Canguilhem – Filosofía; y Jean-Pierre Serre – Matemáticas (medalla Fields en 1954)
- 1988: Philippe Nozières – Física
- 1989: Michel Jouvet – Biología
- 1990: Marc Julia – Química
- 1991: Jacques Le Goff – Historia
- 1992: Jean-Pierre Changeux – Neurobiología
- 1993: Pierre Bourdieu – Sociología
- 1994: Claude Allègre – Geofísica
- 1995: Claude Hagège – Lingüística
- 1996: Claude Cohen-Tannoudji – Física (premio Nobel de Física en 1997)
- 1997: Jean Rouxel – Química
- 1998: Pierre Potier – Química
- 1999: Jean-Claude Risset – Informática musical
- 2000: Michel Lazdunski – Bioquímica
- 2001: Maurice Godelier – Antropología
- 2002: Claude Lorius y Jean Jouzel – Climatología
- 2003: Albert Fert – Física (premio Nobel de Física en 2007)
- 2004: Alain Connes – Matemáticas (medalla Fields en 1982)
- 2005: Alain Aspect – Física cuántica
- 2006: Jacques Stern – Criptología
- 2007: Jean Tirole – Economía
- 2008: Jean Weissenbach – Genética[2]
- 2009: Serge Haroche – Física
- 2010: Gérard Férey – Química
- 2011: Jules Hoffmann – Biología
- 2012: Philippe Descola – Antropología
- 2013: Margaret Buckingham – Biología
- 2014: Gérard Berry – Programación[3]
- 2015: Éric Karsenti – Biología[4]
- 2016: Claire Voisin – Matemáticas
- 2017: Alain Brillet y Thibault Damour – Física[5]
- 2018 Barbara Cassin – Filosofía
- 2019 Thomas Ebbesen – Fisicoquímica
- 2020 Françoise Combes – Astrofísica
- 2021 Jean Dalibard – Física
- 2022 Jean-Marie Tarascon – Química
- 2023 Sandra Lavorel – Ecología